# Vodouch stříbřitý
Vodouch stříbřitý (Argyroneta aquatica) je jediný pavouk, který většinu života tráví pod vodní hladinou. Protože neumí přijímat rozpuštěný kyslík ve vodě, staví si zvláštní pavučinové vzduchové zvony ve spleti vodních rostlin, v nichž ve vzduchové bublině schraňuje kyslík k dýchání. Jde o jednoho z mála druhů pavouků, jejichž samečci (10–15 mm) jsou větší než samičky (8–9 mm).

## Popis
Tento druh má tmavohnědou hlavohruď a šedý zadeček. Spodní strana hlavohrudi a u samice celý zadeček je pokrytý stříbřitě lesklou vrstvičkou vzduchu (odtud název druhu „stříbřitý“). U samce tato vrstvička na hřbetní straně zadečku chybí. Vodouch stříbřitý patří k nejjedovatějším pavoukům České republiky (nejjedovatějším pavoukem v Česku je zápřednice jedovatá).

## Výskyt
Vodouch stříbřitý se vyskytuje ve stojatých vodách zarostlých vegetací, rozmanitě velkých, zvláště hojný je v tůních bažin. Lze se s ním také setkat v příkopech a příležitostně i v rybnících.

## Způsob života

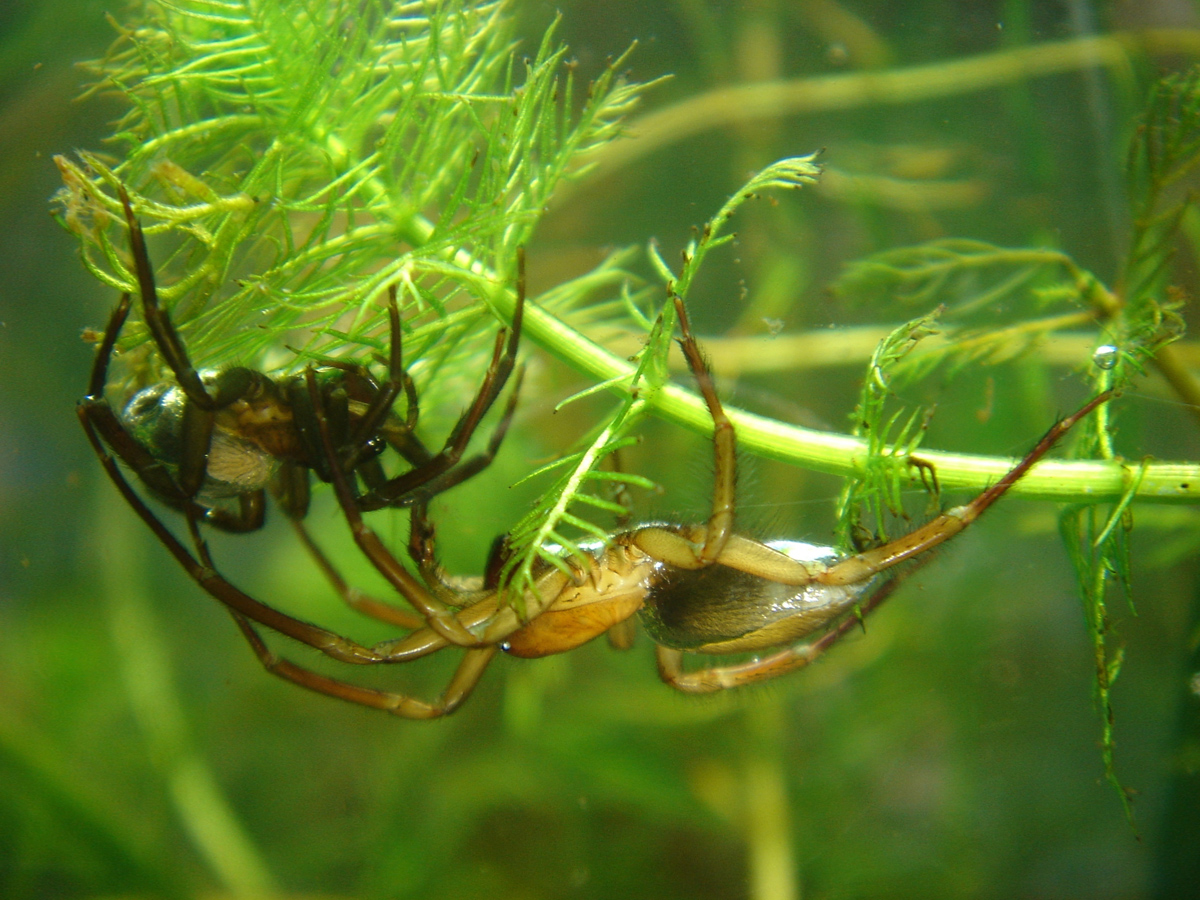
Dva jedinci vodoucha stříbřitého

Pod vodou si tento pavouk zhotovuje prostorný vzduchový zvon. Nejdříve utká mezi vodními rostlinami horizontální pavučinovou plachetku a upřede jedno vodící vlákno směrem k hladině. Potom vysune konec zadečku a překřížené zadní nohy nad hladinu do vzduchu, zachytí pomocí chloupků na vzduchu velkou vzduchovou bublinu a po vodícím vlákně se s ní ponoří pod hladinu. Bublinu si na zadečku přidržuje pomocí zadních nohou. Když se dostane k plachetce, vleze si pod ní a uvolní bublinu, která hnízdo kopulovitě vyklene. Tento transport vzduchu se několikrát opakuje, až získá vodouchův úkryt požadovanou velikost a tvar. Pak pavouk ještě dodatečně vyztuží dalšími pavučinami pevnost svého zvonu. Vzniklý útvar vydrží obyčejně několik týdnů až měsíců, pavouk ale čas od času musí doplnit jeho vzduchový obsah. Ve vzduchovém zvonu probíhají veškeré životní pochody pavouka – příjem potravy, svlékání, páření a kladení vajíček.